# Konewka (Łódź)
Pour les articles homonymes, voir Konewka.
Konewka est une localité polonaise de la gmina d'Inowłódz, située dans le powiat de Tomaszów Mazowiecki en voïvodie de Łódź.